# Potpolje
Potpolje (en cyrillique : Потпоље) est un village de Bosnie-Herzégovine. Il est situé dans la municipalité de Čitluk, dans le canton d'Herzégovine-Neretva et dans la fédération de Bosnie-et-Herzégovine. Selon les premiers résultats du recensement bosnien de 2013, il compte 1 001 habitants.

## Démographie

### Évolution historique de la population
| 1948 | 1953 | 1961 | 1971 | 1981 | 1991 | 2013  |
| ---- | ---- | ---- | ---- | ---- | ---- | ----- |
| -    | -    | 489  | 665  | 600  | 736  | 1 001 |

|  |